# Ecopacifismo

La paloma con el ramo de olivo es un símbolo de la paz.

Ecopacifismo es la denominación de un movimiento filosófico y político que abraza simultáneamente al ecologismo y al pacifismo. Esta manifestación del espíritu humano se puede rastrear en todas las culturas y tradiciones religiosas desde la más remota antigüedad. Aunque ha sido el alma oriental quien ha cultivado con mayor afinidad este despliegue de la creatividad humana. Así lo atestiguan el jainismo y el budismo principalmente. Entre las religiones monoteístas cabe destacar la tradición multisecular de los profetas judíos y su promesa de un reino de paz universal, así como el legado cristiano de Francisco de Asís, y la consideración del Islam como de la religión de la paz.
Posteriormente a la Ilustración se desarrolla un movimiento filosófico que vuelve a conectar el conocimiento empírico de la naturaleza tal y como nos la muestran las ciencias naturales y la aspiración a una vida armoniosa que argumentan aparece inscrita en el espíritu humano tal y como exponen los clásicos del iusnaturalismo.
Merece el calificativo de ecopacifista toda corriente de pensamiento y todo movimiento sociopolítico que abrace de forma simultánea el ecologismo y el pacifismo.

## Origen
El origen del ecopacifismo hay que buscarlo en los años ochenta del siglo pasado. Tras la toma de conciencia en los años setenta de la profundidad de la crisis ecológica, el recrudecimiento de la guerra fría entre la OTAN y el Pacto de Varsovia propició la fusión de ambas temáticas, en especial en la República Federal Alemana. 
La RFA se encontraba, por un lado, en el epicentro del enfrentamiento entre bloques y, por el otro, allí había arraigado desde hacía más de diez años una multitud de iniciativas ciudadanas (bürgerinitiativen) conservacionistas y antinucleares. De la oposición al uso “civil” de la energía nuclear se pasó, con bastante facilidad, al rechazo a su uso militar después de que la OTAN aprobase en 1979 la instalación de los “euromisiles” en suelo europeo y, con ello, se convirtiese en técnicamente realizable una guerra nuclear limitada a Europa, tal y como anunció el presidente de EE. UU. Ronald Reagan para justificar dicha medida.
Finalmente, de ese magma social acabaría surgiendo una nueva formación política: Die Grúnen, que hasta su apoyo al ataque de la OTAN contra Yugoslavia en 1999 se caracterizaría tanto por su defensa del medio ambiente como por su defensa de la paz y la noviolencia. Los Verdes alemanes se convirtieron en un verdadero “partido-guía” para otras formaciones políticas semejantes que irían apareciendo en el resto de países europeos durante la década de los ochenta.

## Marco teórico
En un plano más teórico, la mejor síntesis entre ambas corrientes es el libro del biólogo Barry Commoner En paz con el planeta (1992). En él se afirma que los hombres deben hacer las paces entre sí para poder hacer simultáneamente las paces con el planeta.
Según dicho biólogo norteamericano, la humanidad vive entre dos mundos: la ecosfera natural y la tecnoesfera, desarrollada por el hombre a cambio de terribles costos ambientales lo bastante peligrosos como para alterar el equilibrio entre los dos mundos. La grave crisis ambiental que hemos provocado solo podrá resolverse mediante una profunda transformación global de los sistemas de transporte y producción. Desde esa perspectiva, el final de la guerra fría, pensaba Commoner, podía dar paso a una nueva época en la que sería posible destinar los enormes gastos militares, dedicados hasta entonces a sostener la irracional y suicida confrontación entre los dos bloques, a financiar las transformaciones y los cambios necesarios para adaptar las sociedades humanas al carácter finito de nuestro planeta.
El rumbo que tomó el mundo en la posguerra fría no fue, por desgracia, en esa dirección. Los vencedores de la guerra fría estimaron que el resultado de ésta había validado todas sus políticas anteriores y, a partir de los años noventa del siglo pasado, se lanzaron a una enloquecida espiral de intervenciones militares que necesita de ingentes cantidades de recursos para su financiación.
Por otra parte, las previsiones catastróficas contenidas en los dos primeros informes del Club de Roma, Los límites del crecimiento y La humanidad en la encrucijada, se han ido cumpliendo de forma inexorable. Esa es la tesis del escritor especializado en temas ecológicos Richard Heinberg, el cual afirma en su libro El fin del crecimiento que el agotamiento progresivo de los combustibles fósiles (petróleo, gas y carbón), de diversos minerales (uranio, cobre, bauxita, magnesio, potasio, hierro, estaño, titanio, zinc, metales raros, etc.), así como los impactos ambientales negativos derivados de la extracción y el uso excesivo de los recursos renovables y no renovables (cambio climático, perforación y adelgazamiento de la capa de ozono, reducción de la biodiversidad, disminución del acceso al agua potable, etc.), convierten en una quimera a principios del siglo XXI un hipotético relanzamiento del crecimiento económico a escala planetaria. 
En un mundo de recursos limitados, el crecimiento económico de una región del planeta solo podrá hacerse a costa del decrecimiento de otras regiones, lo cual empuja a la humanidad a una lucha desesperada por la apropiación y el control de los recursos escasos. Para Heimberg, ese escenario no es una predicción para un futuro lejano, sino una mera descripción de lo que ya está ocurriendo en el presente.
En ese sentido, el ecopacifismo sería el único pacifismo posible para el presente siglo. También debería verse como el único proyecto ético-político capaz de hacer posible un futuro no catastrófico para la humanidad.

## Ecologismo
El ecologismo (políticamente identificado con el partido verde) es un variado movimiento multifacético, que defiende la protección del medio ambiente para satisfacer una necesidad humana, encuentra su base científica en la moderna ciencia de la Ecología, el estudio científico de la distribución y de la abundancia de los organismos vivos así como de sus propiedades que están sujetas a las interacciones entre estos organismos y su entorno. Pero también incluye una base religiosa y filosófica de gran abolengo que incluye las necesidades espirituales y sociales del ser humano en relación con los demás seres vivos.

## Pacifismo

Símbolo de la paz.

El pacifismo, según la RAE, es el conjunto de doctrinas encaminadas a mantener la paz entre las naciones. Se opone a la guerra y a otras formas de violencia a través de un movimiento político, religioso, o como una ideología específica. Algunos de los medios de los que se vale el pacifismo en la búsqueda de sus fines son: La no violencia activa, la diplomacia, la desobediencia civil, el boicot, la objeción de conciencia, las campañas de divulgación y la educación para la paz.

## Ecologismo + Pacifismo = Ecopacifismo
El maridaje estrecho entre ecologismo y pacifismo es la base misma del movimiento verde, en efecto sus postulados últimos coinciden ambos trabajan para la preservación de la vida y de su diversidad denominada propiamente como biodiversidad. Por ello los verdes definieron como el primero y más importante de sus pilares ideológicos el pacifismo. Por otro lado llevando a sus últimas consecuencias el postulado pacifista de lograr la paz entre los seres humanos, lleva a buscar la misma armonía con el resto de los seres vivos y con el propio universo que cobija la vida, entendida como una excepción dotada de un valor único e irremplazable.

## Movimiento antinuclear

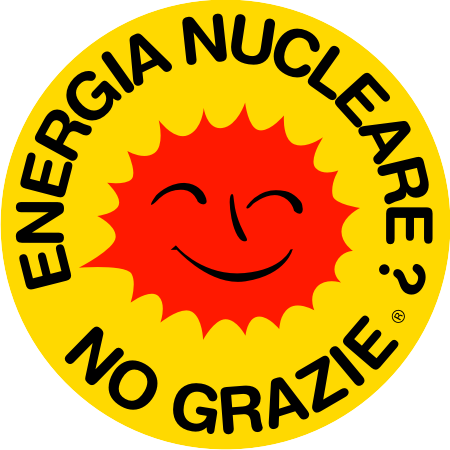
Símbolo tradicional de la oposición a la construcción de centrales nucleares.

El movimiento antinuclear que caracterizó a los inicios del partido ecopacifista alemán después de la Segunda Guerra Mundial encuentra su fundamento en la doble agresión que la ingeniería nuclear encierra, por un lado como amenaza para la vida por el riesgo de accidentes de las explotaciones nucleares de carácter civil, así como por la proliferación de armamento nuclear que debía garantizar la mutua disuasión con fines militares, la llamada estrategia de las armas nucleares. El radicalismo de los verdes alemanes en su nacimiento tenía su razón de ser en esta doble amenaza de lo nuclear que les lleva a denominarse como ecopacifistas. Los ecopacifistas alemanes siguen propugnando el abandono de la energía nuclear habiendo obtenido un gran éxito político al lograr el compromiso de Merkel y los conservadores alemanes en este sentido.

## Antimilitarismo
El movimiento político pacifista europeo alcanzó sin duda sus mayores cotas de aceptación popular inmediatamente después de la Primera Guerra Mundial aunque sin que pudiera llegar a constituirse como un movimiento político de relieve. Sin embargo después de la Segunda Guerra Mundial la situación de una Alemania dividida entre enemigos irreconciliables enfrentados en la llamada guerra fría explica la irrupción exitosa de un nuevo sujeto político : el partido verde ecopacifista. La aparición del partido ecopacifista alemán proviene de la conjunción de dos factores : la amenaza de la bomba atómica que fue ensayada contra la población civil japonesa al final de la Segunda Guerra Mundial. El segundo factor que explica el auge ecopacifista fue la instalación de misiles nucleares por parte de Estados Unidos y sus aliados en el lado occidental del telón de acero, el revulsivo que impulsó con fuerza al movimiento ecopacifista que acertó integrar en su seno a un gran número de los que temían que un accidente fuera el detonante de la "última" guerra mundial en la que los contendientes estaban destinados a aniquilarse mutuamente.
Simultáneamente el rechazo a los usos civiles de la energía atómica se alimentaba de la convicción de que los efectos nocivos a largo plazo de las centrales nucleares y sobre todo de los residuos que las mismas producen acabarían por constituir una amenaza para todas las formas de vida en nuestro planeta.

## Enemigos del ecopacifismo

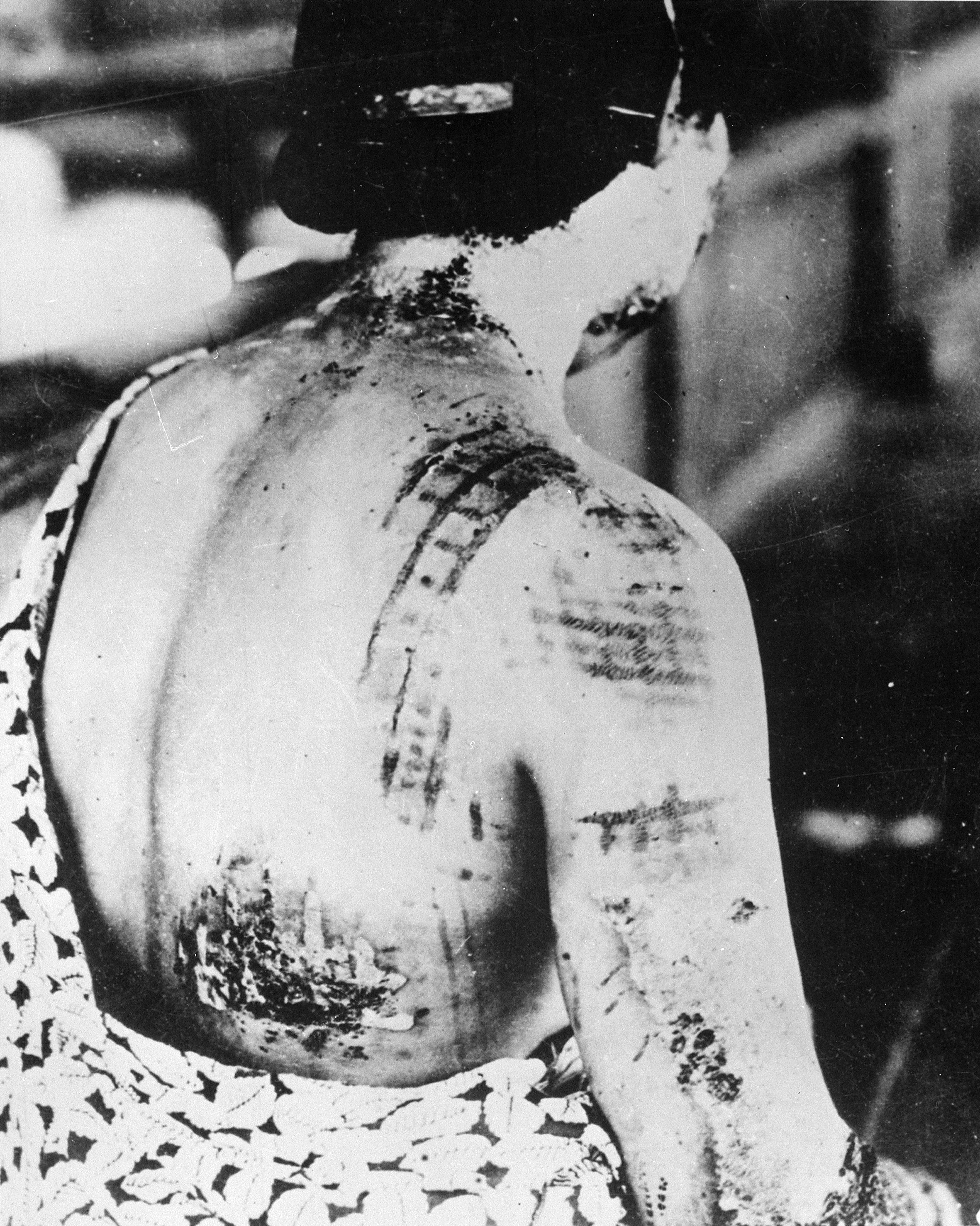
Quemaduras visibles en mujer expuesta al pulso térmico de Hiroshima. Los colores más oscuros son de su kimono, y la piel sin ropa tiene claramente intensos quemados térmicos.

Hay fundamentalmente dos grupos de opositores al ecopacifismo. Por un lado las ideologías tradicionales cuya base económica es el productivismo : como el socialismo, (tanto marxista como socialdemócrata), así como el neoliberalismo, así como el nacionalismo por su empeño reduccionista. El ecologismo entiende que la solución de los problemas planteados al planeta no se pueden resolver dentro de las fronteras de ningún estado por extenso que este pueda ser.
Por otro lado los belicistas han encontrado siempre un obstáculo insalvable en los ecopacifistas, por su firme oposición a la guerra, en este sentido algunos partidos nacionalistas han procurado eliminar la oposición ecopacifista mediante la persecución de sus líderes, simpatizantes y de los objetores de conciencia, por su oposición al militarismo, denostados generalmente como parías sociales y enemigos de la patria.

## Nuevos retos para el ecopacifismo
La crisis económica propia del modelo productivista que compartían el socialismo de estado así como de la economía de mercado ha llevado a la aceptación de los postulados ecologistas por un buen número de los gobernantes democráticos, aunque su aplicación práctica sea si bien progresiva todavía muy limitada.
Sin embargo la no aceptación del abandono del modelo militarista y de la lógica de la guerra como "última ratio" de la política no se ha conseguido. En este sentido quizá sea el mayor reto de los ecopacifistas conseguir reconvertir a los autodenominados ecosocialistas a los postulados de la no violencia, así como la aceptación de los principios libertarios de organización en detrimento del modelo centralizado y jerárquico que ha caracterizado al socialismo apenas superada la primera fase de los llamados utópicos. En este sentido el ecosocialismo es a la vez una amenaza y una oportunidad para los ecopacifistas que tratan pacientemente de impregnar con sus principios ecologistas y pacifistas a aquellos cuadros políticos de la izquierda que llevados por su instinto de supervivencia política tratan de evolucionar hacia los movimientos sociales y políticos que caracterizan a la sociedad postmoderna.

## Pacifistas célebres
- Matthias Erzberger
- Jean Jaurès
- Mahatma Gandhi
- Frédéric Passy
- Jean Henri Dunant
- Bertha von Suttner
- Ernesto Teodoro Moneta
- Lars Olof Nathan Söderblom
- Carl von Ossietzky
- Emily Greene Balch
- Albert Schweitzer
- Georges Pire
- Linus Carl Pauling
- Martin Luther King
- René Cassin
- Seán MacBride
- Eisaku Satō
- Andrei Dmitrievich Sakharov
- Betty Williams
- Madre Teresa
- Adolfo Pérez Esquivel
- Aung San Suu Kyi
- Joseph Rotblat
- Mairead Corrigan
- Shirin Ebadi
- Wangari Muta Maathai
- Al Gore
- Liu Xiaobo
- Siegfried Sassoon
- Georgi Chicherin
- Clara Zetkin
- Lew Ayres
- Stefan Zweig
- Henry David Thoreau
- Lev Tolstói
- Oscar Romero
- John Lennon
- Erwin Schulhoff
- Han Ryner
- Wilhelm Liebknecht
- Dalton Trumbo
- Lanza del Vasto
- Philip John Noel-Baker
- Christian Lange